# Tour de Guangxi
O Tour de Guangxi (oficialmente: Tour of Guangxi ou em mandarim 环广西) é uma competição de ciclismo profissional por etapas que se realiza no mês de outubro na região de Guangxi, República Popular da China. A prova criou-se em 2017 e recebeu a categoria UCI World Tour (máxima categoria mundial).
A prova, que celebra-se anualmente, dura 6 dias e atravessa zonas metropolitanas e rurais até chegar à cidade de Guilin, um importante centro turístico da zona meridional Chinesa.

## Palmarés
| Ano  | Vencedor            | Segundo                | Terceiro           |           |
| ---- | ------------------- | ---------------------- | ------------------ | --------- |
| 2017 | Tim Wellens         | Bauke Mollema          | Nicolas Roche      |           |
| 2018 | Gianni Moscon       | Felix Großschartner    | Serguei Chernetski |           |
| 2019 | Enric Mas           | Daniel Felipe Martínez | Diego Rosa         |           |
| 2020 | cancelado           | cancelado              | cancelado          | cancelado |
| 2021 | cancelado           | cancelado              | cancelado          | cancelado |
| 2022 | cancelado           | cancelado              | cancelado          | cancelado |
| 2023 | Milan Vader         | Rémy Rochas            | Ethan Hayter       |           |
| 2024 | Lennert Van Eetvelt | Oscar Onley            | Alex Baudin        |           |

## Palmarés por países
| País          | Vitórias |
| ------------- | -------- |
| Bélgica       | 1        |
| Itália        | 1        |
| Espanha       | 1        |
| Países Baixos | 1        |